# 奥斯曼帝国大维齐尔列表
以下是一个奥斯曼帝国大维齐尔（土耳其語：或Sadr-ı Azam／Sadrazam；奥斯曼土耳其语：صدر اعظم或وزیر اعظم），即奥斯曼帝国政府首脑的列表。

## 列表

### 崛起期（1299–1453）
| 名字                                                            | 就职   | 离职          | 在位苏丹                                     | 出身背景 |
| --------------------------------------------------------------- | ------ | ------------- | -------------------------------------------- | --- |
| 1. 阿拉丁帕夏                                                   | 1320年 | 1331年        | 奥尔汗一世                                   | 土耳其人 |
| 2. 尼扎米丁·艾哈迈德帕夏                                        | 1331年 | 1348年        | 奥尔汗一世                                   | 土耳其人 |
| 3. 哈吉帕夏                                                     | 1348年 | 1349年        | 奥尔汗一世                                   | 土耳其人 |
| 4. 西纳尼丁·法基·优素福帕夏                                     | 1349年 | 1364年        | 奥尔汗一世、 穆拉德一世                      | 土耳其人 |
| 5. 钱达尔勒·卡拉·哈利勒·海雷丁帕夏（老钱达尔勒·哈利勒帕夏）     | 1364年 | 1387年1月22日 | 穆拉德一世                                   | 土耳其人，出身今土耳其安卡拉省切恩德勒（时称“钱达尔村”），参见钱达尔勒家族。他是第一被授以“大维齐尔”称号的帝国丞相，也是第一个拥有军方背景的大维齐尔。 |
| 6. 钱达尔勒·阿里帕夏                                            | 1387年 | 1406年        | 穆拉德一世、 巴耶济德一世、 （苏莱曼切莱比） | 土耳其人，钱达尔勒家族，钱达尔勒·卡拉·哈利勒·海雷丁帕夏之子                                                                                            |
| 7. 奥斯曼哲克勒·伊曼扎德·哈利勒帕夏                             | 1406年 | 1413年        | 穆罕默德一世                                 | 土耳其人，来自奥斯曼哲克 |
| 8. 阿马西亚勒·巴耶济德帕夏                                      | 1413年 | 1421年        | 穆罕默德一世、 穆拉德二世                    | 土耳其人，来自阿马西亚 |
| 9. 老钱达尔勒·易卜拉辛帕夏                                      | 1421年 | 1429年        | 穆拉德二世                                   | 土耳其人，钱达尔勒家族，钱达尔勒·卡拉·哈利勒·海雷丁帕夏之子                                                                                            |
| 10. 阿马西亚勒·哈泽尔·达尼什门德奥卢·科贾·穆罕默德·尼扎米丁帕夏 | 1429年 | 1439年        | 穆拉德二世                                   | 土耳其人，来自奥斯曼哲克或阿马西亚 |
| 11. 小钱达尔勒·哈利勒帕夏                                       | 1439年 | 1453年6月1日  | 穆拉德二世、 穆罕默德二世                    | 土耳其人，钱达尔勒家族，第一个被苏丹处决的大维齐尔。                                                                                                   |

### 扩张期（1453–1606）
| 名字                                                     | 就职           | 离职           | 背景                                                                      |
| -------------------------------------------------------- | -------------- | -------------- | ------------------------------------------------------------------------- |
| 12. 扎加诺斯帕夏                                         | 1453年         | 1456年         | 德夫希尔梅，可能是阿尔巴尼亚人、希腊人或塞尔维亚人。                      |
| 13. 韦利·马哈茂德帕夏（第一次）                          | 1456年         | 1468年         | 德夫希尔梅，希腊人或塞尔维亚人                                            |
| 14. 卢姆·穆罕默德帕夏                                    | 1468年         | 1469年         | 德夫希尔梅，希腊人                                                        |
| 15. 伊沙克帕夏（第一次）                                 | 1469年         | 1472年         | 克罗地亚人或希腊人                                                        |
| 16. 韦利·马哈茂德帕夏（第二次）                          | 1472年         | 1474年         | 德夫希尔梅。希腊人或塞尔维亚人                                            |
| 17. 盖迪克·艾哈迈德帕夏                                  | 1474年         | 1477年         | 阿尔巴尼亚人、希腊人或塞尔维亚人。                                        |
| 18. 卡拉曼勒·穆罕默德帕夏                                | 1477年         | 1481年         | 土耳其人，来自卡拉曼                                                      |
| 19. 伊沙克帕夏（第二次）                                 | 1481年         | 1482年         | 克罗地亚人或希腊人                                                        |
| 20. 科贾·达武德帕夏                                      | 1482年         | 1497年         | 阿尔巴尼亚人                                                              |
| 21. 海尔塞克利·艾哈迈德帕夏（第一次）                    | 1497年         | 1498年         | 德夫希尔梅。出身黑塞哥维那科萨查家族                                      |
| 22. 小钱达尔勒·易卜拉欣帕夏                              | 1498年         | 1499年         | 土耳其人，出身钱达尔勒家族                                                |
| 23. 梅西赫帕夏                                           | 1499年         | 1501年         | 德夫希尔梅。希腊人（据约瑟夫·冯·哈默称，其出身帕里奥洛加斯家族）          |
| 24. 哈德姆·阿里帕夏（第一次）                            | 1501年         | 1503年         | 德夫希尔梅，出身阿尔巴尼亚（“哈德姆 = 男仆”）                             |
| 25. 海尔塞克利·艾哈迈德帕夏（第二次）                    | 1503年         | 1506年         | 德夫希尔梅，出身黑塞哥维那科萨查家族                                      |
| 26. 哈德姆·阿里帕夏（第二次）                            | 1506年         | 1511年         | 德夫希尔梅，出身阿尔巴尼亚                                                |
| 27. 海尔塞克利·艾哈迈德帕夏（第三次）                    | 1511年         | 1511年         | 德夫希尔梅，出身黑塞哥维那科萨查家族                                      |
| 28. 科贾·穆斯塔法·帕夏                                   | 1511年         | 1512年         | 希腊人（“罗姆人”），非德夫希尔梅出身。                                    |
| 29. 海尔塞克利·艾哈迈德帕夏（第四次）                    | 1512年         | 1514年11月28日 | 德夫希尔梅，出身黑塞哥维那科萨查家族                                      |
| 30. 杜卡金奥卢·艾哈迈德帕夏                              | 1514年12月18日 | 1515年9月8日   | 阿尔巴尼亚人，出身杜卡金家族                                              |
| 31. 海尔塞克利·艾哈迈德帕夏（第五次）                    | 1515年9月8日   | 1516年4月26日  | 德夫希尔梅，出身黑塞哥维那科萨查家族                                      |
| 32. 哈德姆·锡南帕夏                                      | 1516年4月26日  | 1517年1月22日  | 德夫希尔梅，出身博洛尼维奇家族                                            |
| 33. 尤努斯帕夏                                           | 1517年1月22日  | 1517年9月13日  | 德夫希尔梅，奥斯曼帝国希腊人、波马克人、塞尔维亚人或克罗地亚人血统。      |
| 34. 皮里·穆罕默德帕夏                                    | 1518年1月25日  | 1523年6月27日  | 土耳其人，出身阿克萨赖                                                    |
| 35. 帕尔加勒·易卜拉欣帕夏，也称“弗伦克·易卜拉欣帕夏”     | 1523年6月27日  | 1536年3月14日  | 来自帕尔加的希腊人（绰号“弗伦克”源自其欧洲式的举止和口味）                |
| 36. 阿亞斯·穆罕默德帕夏                                  | 1536年3月14日  | 1539年7月13日  | 德夫希尔梅，阿尔巴尼亚人，出身弗罗拉或迪尔维纳                            |
| 37. 切莱比·吕特菲帕夏                                    | 1539年7月13日  | 1541年4月      | 德夫希尔梅，阿尔巴尼亚人，出身阿布罗尼亚（发罗拉）（切莱比 = 优雅的绅士） |
| 38. 哈德姆·苏莱曼帕夏                                    | 1541年4月      | 1544年12月28日 | 德夫希尔梅，匈牙利太监（哈德姆 = 男仆）                                   |
| 39. 达马特·魯斯坦帕夏（第一次）                          | 1544年12月28日 | 1553年10月6日  | 德夫希尔梅，克罗地亚人，出身斯克拉丁（达马特 = 奥斯曼帝国的驸马）         |
| 40. 卡拉·艾哈迈德帕夏                                    | 1553年10月6日  | 1555年9月29日  | 阿尔巴尼亚人                                                              |
| 41. 达马特·魯斯坦帕夏（第二次）                          | 1555年9月29日  | 1561年7月10日  | 德夫希尔梅，克罗地亚人，出身斯克拉丁                                      |
| 42. 塞米兹·阿里帕夏                                      | 1561年7月10日  | 1565年6月28日  | 出身波斯尼亚                                                              |
| 43. 索库鲁·穆罕默德帕夏                                  | 1565年6月28日  | 1579年10月12日 | 德夫希尔梅，波斯尼亚的塞尔维亚人（索科洛维奇家族）                        |
| 44. 艾哈邁德帕夏                                         | 1579年10月12日 | 1580年4月28日  | 土耳其人，或阿爾巴尼亞人                                                  |
| 45. 拉拉·穆斯塔法帕夏                                    | 1580年4月28日  | 1580年8月7日   | 出身波斯尼亚。（拉拉 = 苏丹的家教）                                       |
| 46. 科賈·錫南帕夏（第一次）                              | 1580年8月7日   | 1582年12月6日  | 阿尔巴尼亚人                                                              |
| 47. 卡尼热利·西亚武什帕夏（第一次）                      | 1582年12月24日 | 1584年7月25日  | 匈牙利人，出身瑙吉考尼饶                                                  |
| 48. 厄兹代米尔奥卢·奥斯曼帕夏                            | 1584年7月28日  | 1585年10月29日 | 土耳其人，或切尔克斯马穆鲁克                                              |
| 49. 哈德姆·梅西赫帕夏                                    | 1585年11月1日  | 1586年4月14日  | 德夫希尔梅，出身不明（哈德姆 = 男仆）                                     |
| 50. 卡尼热利·西亚武什帕夏（第二次）                      | 1586年4月14日  | 1589年4月2日   | 匈牙利人，出身瑙吉考尼饶                                                  |
| 51. 科贾·锡南帕夏（第二次）                              | 1589年4月14日  | 1591年8月1日   | 阿尔巴尼亚人                                                              |
| 52. 塞尔达尔·费尔哈德帕夏（第一次）                      | 1591年8月1日   | 1592年4月4日   | 阿尔巴尼亚人                                                              |
| 53. 卡尼热利·西亚武什帕夏（第三次）                      | 1592年4月4日   | 1593年1月28日  | 匈牙利人，出身瑙吉考尼饶                                                  |
| 54. 科贾·锡南帕夏（第三次）                              | 1593年1月28日  | 1595年2月16日  | 阿尔巴尼亚人                                                              |
| 55. 塞尔达尔·费尔哈德帕夏（第二次）                      | 1595年2月16日  | 1595年7月7日   | 阿尔巴尼亚人                                                              |
| 56. 科贾·锡南帕夏（第四次）                              | 1595年7月7日   | 1595年11月19日 | 阿尔巴尼亚人                                                              |
| 57. 泰凯利·拉拉·穆罕默德帕夏                             | 1595年11月19日 | 1595年11月28日 | 土耳其人，出身马尼萨（拉拉 = 苏丹的家教）                                 |
| 58. 科贾·锡南帕夏（第五次）                              | 1595年12月1日  | 1596年4月3日   | 阿尔巴尼亚人                                                              |
| 59. 达马特·易卜拉欣帕夏（第一次）                        | 1596年4月4日   | 1596年10月27日 | 出身波斯尼亚（达马特 = 奥斯曼帝国的驸马）                                 |
| 60. （恰阿勒奥卢／恰阿拉扎德）吉加拉扎德·优素福·锡南帕夏 | 1596年10月27日 | 1596年12月5日  | 意大利人。出身奇卡拉的热那亚家族。                                        |
| 61. 达马特·易卜拉欣帕夏（第二次）                        | 1596年12月5日  | 1597年11月3日  | 波斯尼亚人                                                                |
| 62. 哈德姆·哈桑帕夏                                      | 1597年11月3日  | 1598年4月9日   | 德夫希尔梅，出身不明。                                                    |
| 63. 杰拉赫·穆罕默德帕夏                                  | 1598年4月9日   | 1599年1月6日   | 德夫希尔梅（？），（杰拉赫 = 外科医生）                                   |
| 64. 达马特·易卜拉欣帕夏（第三次）                        | 1599年1月6日   | 1601年7月10日  | 波斯尼亚人                                                                |
| 65. 耶米什奇·哈桑帕夏                                    | 1601年7月22日  | 1603年10月4日  | 阿尔巴尼亚人（耶米什奇 = 水果贩；指明他之前的职业）                       |
| 66. 亞忽思·阿里帕夏                                      | 1603年10月16日 | 1604年7月26日  | 波斯尼亚人，出身“马尔科奇奥卢家族”（也被称为“马尔科维奇”）                |
| 67. 苏库鲁扎德·拉拉·穆罕默德帕夏                         | 1604年8月5日   | 1606年6月21日  | 塞尔维亚人 （拉拉 = 苏丹的家教）。索库鲁·穆罕默德帕夏的侄子。             |
| 68. 德尔维什·穆罕默德帕夏                                | 1606年6月21日  | 1606年12月9日  | 波斯尼亚人                                                                |

### 滞止期（1606–1697）
| 名字                                   | 就职           | 离职           | 背景                                                                                                |
| -------------------------------------- | -------------- | -------------- | --------------------------------------------------------------------------------------------------- |
| 69. 库尤朱·穆拉德帕夏                  | 1606年12月11日 | 1611年8月5日   | 波斯尼亚人 （库尤朱 = 挖掘好手，因他曾将敌人埋进深井）                                              |
| 70. 居米吉内利·达马特·纳苏赫帕夏       | 1611年8月5日   | 1614年10月17日 | 阿尔巴尼亚人，来自居米吉内（达马特 = 奥斯曼帝国的驸马，因他是艾哈迈德一世之女阿伊切苏丹的驸马之一） |
| 71. 厄屈茲·穆罕默德帕夏（第一次）      | 1614年10月17日 | 1616年11月17日 | 土耳其人，出身伊斯坦布尔（厄屈兹 = 公牛，因他身强力壮）                                             |
| 72. 达马特·哈利勒帕夏（第一次）        | 1616年11月17日 | 1619年1月18日  | 亚美尼亚人，（达马特 = 奥斯曼帝国的驸马）                                                           |
| 73. 厄屈茲·穆罕默德帕夏（第二次）      | 1619年1月18日  | 1619年2月23日  | 土耳其人，出身伊斯坦布尔                                                                            |
| 74. 居泽杰·阿里帕夏                    | 1619年12月23日 | 1621年3月9日   | （？） ，居泽杰 = 英俊                                                                              |
| 75. 奥赫里利·侯赛因帕夏                | 1621年3月9日   | 1621年9月17日  | 阿尔巴尼亚人，来自奥赫里德                                                                          |
| 76. 迪拉韦帕夏                         | 1621年9月17日  | 1622年5月20日  | 波斯尼亚人                                                                                          |
| 77. 卡拉·達烏德帕夏                    | 1622年5月20日  | 1622年6月13日  | 波斯尼亚人                                                                                          |
| 78. 梅雷·侯赛因帕夏（第一次）          | 1622年6月13日  | 1622年7月8日   | 阿尔巴尼亚人 （梅雷 = “抓住它”，或是唯一一名不说土耳其语的大维齐尔）                                |
| 79. 莱夫凯利·穆斯塔法帕夏              | 1622年7月8日   | 1622年9月21日  | 土耳其人，来自莱夫凯                                                                                |
| 80. 哈德姆·穆罕默德帕夏                | 1622年9月21日  | 1623年2月5日   | 格鲁吉亚人                                                                                          |
| 81. 梅雷·侯赛因帕夏（第二次）          | 1623年2月5日   | 1623年8月30日  | 阿尔巴尼亚人                                                                                        |
| 82. 凯曼凯什·卡拉·阿里帕夏             | 1623年8月30日  | 1624年4月3日   | 土耳其人， （凯曼凯什 = 弓箭手）                                                                    |
| 83. 切爾卡斯·穆罕默德帕夏              | 1624年4月3日   | 1625年1月28日  | 切尔克斯人 （切爾卡斯= 切尔克斯人）                                                                 |
| 84. 哈菲茲·艾哈迈德帕夏（第一次）      | 1625年1月28日  | 1626年12月1日  | 波馬克人，来自普罗夫迪夫，艾哈迈德一世之女阿伊切苏丹的驸马之一                                      |
| 85. 达马特·哈利勒帕夏（第二次）        | 1626年12月1日  | 1628年4月6日   | 亚美尼亚人达马特 = 奥斯曼帝国的驸马）                                                               |
| 86. 加齐·许斯雷夫帕夏                  | 1628年4月6日   | 1631年10月25日 | 波斯尼亚人                                                                                          |
| 87. 哈菲茲·艾哈迈德帕夏（第二次）      | 1631年10月25日 | 1632年2月10日  | 波馬克人，来自普罗夫迪夫                                                                            |
| 88. 托帕尔·雷杰普帕夏                  | 1632年2月10日  | 1632年5月18日  | 波斯尼亚人（托帕尔 = 跛脚）                                                                         |
| 89. 塔巴纳亚瑟·穆罕默德帕夏            | 1632年5月18日  | 1637年2月2日   | 阿尔巴尼亚人 （塔巴纳亚瑟 = 果断者）                                                                |
| 90. 巴伊兰帕夏                         | 1637年2月2日   | 1638年8月26日  | 土耳其人， 出身伊斯坦布尔                                                                           |
| 91. 塔亚尔·穆罕默德帕夏                | 1638年8月26日  | 1638年12月24日 | 土耳其人                                                                                            |
| 92. 凯曼凯什·卡拉·穆斯塔法帕夏         | 1638年12月23日 | 1644年1月31日  | 阿尔巴尼亚人 （凯曼凯什= Archer）                                                                   |
| 93. 苏丹扎代·穆罕默德帕夏              | 1644年1月31日  | 1645年12月17日 | 阿尔巴尼亚人 （苏丹扎代 = 皇室女性成员之子）                                                        |
| 94. 内韦西涅利·萨利赫帕夏              | 1645年12月17日 | 1647年9月6日   | 波斯尼亚人来自內韋西涅                                                                              |
| 95. 卡拉·穆萨帕夏                      | 1647年9月6日   | 1647年9月21日  | （？）并未被列出在某些列表中——他在收到徽章之前被取消任命。                                          |
| 96. 海扎帕雷·艾哈迈德帕夏              | 1647年9月21日  | 1648年8月8日   | 希腊人（？）， 出身伊斯坦布尔，替代卡拉·穆萨帕夏（海扎帕雷 = 粉碎，因他被暴民私刑处死）             |
| 97. 索富·穆罕默德帕夏                  | 1648年8月8日   | 1649年5月21日  | （？） （索富 = 虔诚的）                                                                            |
| 98. 卡拉·穆拉德帕夏                    | 1649年5月21日  | 1651年8月5日   | 阿尔巴尼亚人                                                                                        |
| 99. 梅莱克·艾哈迈德帕夏                | 1651年8月5日   | 1651年8月21日  | 阿巴扎人 （梅莱克 = 天使）                                                                          |
| 100. 阿巴扎·西亚武什帕夏一世（第一次） | 1651年8月21日  | 1651年9月27日  | 阿巴扎人                                                                                            |
| 101. 戈爾古·穆罕默德帕夏               | 1651年9月27日  | 1652年6月20日  | 格鲁吉亚人 （戈爾古 = 格鲁吉亚人）                                                                  |
| 102. 塔亨朱·艾哈迈德帕夏               | 1652年6月20日  | 1653年3月21日  | 阿尔巴尼亚人 （塔亨朱 = 龙嵩供应商，因他曾从事该类职业）                                            |
| 103. 科賈·德爾維希·穆罕默德帕夏        | 1653年3月21日  | 1654年10月28日 | 切尔克斯人                                                                                          |
| 104. 厄普希里·穆斯塔法帕夏             | 1654年10月28日 | 1655年5月11日  | 阿巴扎人（厄普希里 = 报喜者），艾哈迈德一世之女阿伊切苏丹的驸马之一                                 |
| 105. 卡拉·穆拉德帕夏（第二次）         | 1655年5月11日  | 1655年8月19日  | 阿尔巴尼亚人                                                                                        |
| 106. 埃尔梅尼·苏莱曼帕夏               | 1655年8月19日  | 1656年2月28日  | 亚美尼亚人，埃尔梅尼即亚美尼亚人。来自馬拉蒂亞。                                                    |
| 107. 加齐·侯赛因帕夏                   | 1656年2月28日  | 1656年3月5日   | 土耳其人，并未被列出在某些列表中——他在收到徽章之前被取消任命。                                      |
| 108. 祖尔纳曾·穆斯塔法帕夏             | 1656年3月5日   | 1656年3月5日   | 阿尔巴尼亚人，任期只有4个小时（祖尔纳曾 = 单簧管演奏者），他在接任后被起义推翻                      |
| 109. 阿巴扎·西亚武什帕夏一世（第二次） | 1656年3月5日   | 1656年4月25日  | 阿巴扎人                                                                                            |
| 110. 博努亚拉里·穆罕默德帕夏           | 1656年4月26日  | 1656年9月15日  | 土耳其人（博努亚拉里 = 颈部受伤者）                                                                 |
| 111. 科普鲁律·穆罕默德帕夏             | 1656年9月15日  | 1661年10月31日 | 阿尔巴尼亚人（见科普鲁律时期）                                                                      |
| 112. 科普鲁律·法泽尔·艾哈迈德帕夏      | 1661年10月31日 | 1676年10月19日 | 阿尔巴尼亚人（见科普鲁律时期）                                                                      |
| 113. 卡拉·穆斯塔法·帕夏                | 1676年10月19日 | 1683年12月25日 | 土耳其人（见科普鲁律时期）                                                                          |
| 114. 卡拉·易卜拉欣帕夏                 | 1683年12月25日 | 1685年11月18日 | 土耳其人                                                                                            |
| 115. 萨勒·苏莱曼帕夏                   | 1685年11月18日 | 1687年9月18日  | 波斯尼亚人 （萨勒 = 金发碧眼的）                                                                    |
| 116. 阿巴扎·西亚武什帕夏               | 1687年9月18日  | 1688年2月23日  | 阿巴扎人                                                                                            |
| 117. 阿亚什勒·伊斯梅尔帕夏             | 1688年2月23日  | 1688年5月2日   | 土耳其人                                                                                            |
| 118. 贝克里·穆斯塔法帕夏               | 1688年5月30日  | 1689年11月7日  | 土耳其人,                                                                                           |
| 119. 科普鲁律·法佐·穆斯塔法帕夏        | 1689年11月10日 | 1691年8月19日  | 阿尔巴尼亚人 （见科普鲁律时期）                                                                     |
| 120. 阿拉巴哲·阿里帕夏                 | 1691年8月24日  | 1692年3月21日  | 阿尔巴尼亚人 （阿拉巴哲 = 马车夫）                                                                  |
| 121. 恰勒克·阿里帕夏                   | 1692年3月23日  | 1693年3月17日  | 土耳其人                                                                                            |
| 122. 博佐克卢·穆斯塔法帕夏             | 1693年3月17日  | 1694年3月13日  | 土耳其人                                                                                            |
| 123. 叙尔梅利·阿里帕夏                 | 1694年3月13日  | 1695年4月22日  | （？）希腊人（叙尔梅利 = 碧眼者）                                                                   |
| 124. 埃尔马斯·穆罕默德帕夏             | 1695年5月3日   | 1697年9月11日  | 土耳其人 （埃尔马斯 = 宝石）                                                                        |

### 衰落期（1697–1792）
| 名字                                       | 就职           | 离职           | 背景 |
| ------------------------------------------ | -------------- | -------------- | --- |
| 125. 阿姆賈扎德·科普魯律·侯赛因帕夏        | 1697年9月17日  | 1702年9月4日   | 阿尔巴尼亚人，出身科普魯律家族 |
| 126. 达尔塔班·穆斯塔法帕夏                 | 1702年9月4日   | 1703年1月24日  | 波斯尼亚人 according to Joseph von Hammer, from Manastır（達爾塔班 = 赤腳）                                                                        |
| 127. 拉米·穆罕默德帕夏                     | 1703年1月25日  | 1703年8月22日  | 土耳其人(?)， 出身伊斯坦布尔 |
| 128. 卡瓦诺兹·艾哈迈德帕夏                 | 1703年8月22日  | 1703年11月16日 | 俄罗斯人，“卡瓦诺兹”意为“罐子”，可能指其又矮又胖。                                                                                                 |
| 129. 达马特·哈桑帕夏                       | 1703年11月18日 | 1704年9月28日  | 希腊人奥斯曼希腊人，来自摩里亚，“达马特”意为“奥斯曼帝国驸马”                                                                                       |
| 130. 克萊利寇茲·哈吉·艾哈迈德帕夏          | 1704年10月     | 1704年12月25日 | 土耳其人 （克萊利寇茲 = Varnished; a reference on his fondness for make-up, ornaments and dresses）                                                |
| 131. 巴勒提傑·穆罕默德帕夏（第一次）       | 1704年12月25日 | 1706年5月3日   | 土耳其人,来自奥斯曼切克 |
| 132. 喬爾盧勒·達馬特·阿里帕夏              | 1706年5月3日   | 1710年6月15日  | 土耳其人(?)，出身喬爾盧，“达马特”意为“奥斯曼帝国驸马”                                                                                              |
| 133. 科普魯律·努曼帕夏                     | 1710年6月16日  | 1710年8月17日  | 阿尔巴尼亚人，出身科普魯律家族 |
| 134. 巴勒提傑·穆罕默德帕夏（第二次）       | 1710年8月18日  | 1711年11月20日 | 土耳其人, 來自奥斯曼切克 |
| 135. 阿迦·優素福帕夏                       | 1711年11月20日 | 1712年11月11日 | 格鲁吉亚人 |
| 136. 希拉達·苏莱曼帕夏                     | 1712年11月12日 | 1713年4月6日   | 阿巴扎人 |
| 137. 侯吉·易卜拉欣帕夏                     | 1713年4月6日   | 1713年4月7日   | 土耳其人, 來自塞雷 |
| 138. 希拉達·達馬特·阿里帕夏                | 1713年4月27日  | 1716年8月5日   | 土耳其人 來自伊兹尼克 （“达马特 = 奥斯曼帝国的驸马”）                                                                                              |
| 139. 哈吉·哈利勒帕夏                       | 1716年8月21日  | 1717年10月     | 阿尔巴尼亚人 |
| 140. 尼尚哲·穆罕默德帕夏                   | 1717年10月     | 1718年5月9日   | 土耳其人 (?), 來自開塞利 |
| 141. 內夫謝希爾勒·达马特·易卜拉欣帕夏      | 1718年5月9日   | 1730年10月16日 | 土耳其人, 來自內夫謝希爾（“达马特 = 奥斯曼帝国的驸马”）                                                                                            |
| 142. 希拉达·达马特·穆罕默德帕夏            | 1730年10月16日 | 1731年1月23日  | 土耳其人 (?), 出身伊斯坦布尔（“达马特 = 奥斯曼帝国的驸马”）                                                                                        |
| 143. 卡巴庫拉克·易卜拉欣帕夏               | 1731年1月23日  | 1731年9月11日  | 土耳其人, 來自謝賓卡拉希薩爾（卡巴庫拉克 = 罹患腮腺炎的人）                                                                                        |
| 144. 托帕爾·奥斯曼帕夏                     | 1731年9月21日  | 1732年3月12日  | 土耳其人 （托帕爾 = 跛腳） |
| 145. 海基姆奥卢·阿里帕夏（第一次）         | 1732年3月12日  | 1735年7月14日  | 義大利人 (son of Venetian convert Hekimbaşı Nuh Efendi)                                                                                            |
| 146. 居尔居·伊斯梅尔帕夏                   | 1735年7月14日  | 1735年12月25日 | 格鲁吉亚人 “居尔居”意为格鲁吉亚人 |
| 147. 希拉达·德馬特·迪米圖卡勒·穆罕默德帕夏 | 1736年1月10日  | 1737年8月5日   | 土耳其人 (?), 來自季季莫蒂霍 |
| 148. 穆西尼札德·阿卜杜拉帕夏               | 1737年8月22日  | 1737年12月19日 | 阿拉伯人 (?), 來自阿勒坡 |
| 149. 耶恩·穆罕默德帕夏                     | 1737年12月3日  | 1739年3月23日  | 土耳其人（耶恩 = Nephew, of the Sultan in his case）                                                                                               |
| 150. 哈吉·伊瓦茲·穆罕默德帕夏              | 1739年3月17日  | 1740年6月23日  | 阿尔巴尼亚人 |
| 151. 尼尚哲·謝赫拉·哈吉·艾哈迈德帕夏       | 1740年7月22日  | 1742年4月7日   | 土耳其人, 來自阿拉尼亚 |
| 152. 海基姆奥卢·阿里帕夏（第二次）         | 1742年4月21日  | 1742年10月4日  | 意大利人 (son of Venetian convert Hekimbaşı Nuh Efendi)                                                                                            |
| 153. 赛义德·哈桑帕夏                       | 1742年10月4日  | 1746年8月10日  | 土耳其人, from Karahisar (Şebinkarahisar today) |
| 154. 提里亞基·哈吉·穆罕默德帕夏            | 1746年8月11日  | 1747年8月24日  | (?) （提里亞基 = 對煙、鴉片或酒精成癮的人），他就職期間，採取措施讓煙酒以及鴉片的價格暴跌                                                          |
| 155. 赛义德·阿卜杜拉帕夏                   | 1747年8月24日  | 1750年1月2日   | 阿拉伯人 (?), 來自基爾庫克 |
| 156. 迪維達·穆罕默德·伊米帕夏              | 1750年1月9日   | 1752年7月1日   | (?), 出身伊斯坦布尔 |
| 157. 柯塞·巴希尔·穆斯塔法帕夏（第一次）    | 1752年7月1日   | 1755年2月16日  | 土耳其人(?)， 來自喬爾盧，“柯塞”是一种碗，指他是一个没有胡子的人                                                                                   |
| 158. 海基姆奧盧·阿里帕夏（第三次）         | 1755年2月16日  | 1755年5月19日  | 義大利人 (son of Venetian convert Hekimbaşı Nuh Efendi)                                                                                            |
| 159. 纳伊利·阿卜杜拉帕夏                   | 1755年5月19日  | 1755年8月24日  | 土耳其人, 出身伊斯坦布尔 |
| 160. 希拉达·比克利·阿里帕夏                | 1755年8月24日  | 1755年10月23日 | 土耳其人 (?) |
| 161. 耶瑞米希克茲札德·穆罕默德·赛义德帕夏  | 1755年10月25日 | 1756年4月1日   | 格鲁吉亚人，出身埃迪尔内（耶瑞米希克茲 = 28; 稱號源自其父親, 耶瑞米希克茲·穆罕默德·切莱比, 曾服役於耶尼切里軍團的第28營）                          |
| 162. 柯塞·巴希尔·穆斯塔法帕夏（第二次）    | 1756年4月30日  | 1756年12月3日  | 土耳其人, 來自喬爾盧，「柯塞」是一種碗，指他是一個沒有鬍子的人                                                                                     |
| 163. 科贾·穆罕默德·拉格普帕夏              | 1757年1月12日  | 1763年4月8日   | 土耳其人，出身伊斯坦布尔 |
| 164. 哈姆扎·哈米德帕夏                     | 1763年4月11日  | 1763年9月29日  | 土耳其人, 來自代韦利 |
| 165. 柯塞·巴希尔·穆斯塔法帕夏（第三次）    | 1763年9月29日  | 1765年3月30日  | 土耳其人 (?), 來自喬爾盧 |
| 166. 穆西尼札德·穆罕默德帕夏（第一次）     | 1765年3月30日  | 1768年8月7日   | 阿拉伯人(?), 穆西尼札德·阿卜杜拉帕夏之子 |
| 167. 希拉达·馬赫爾·哈姆扎帕夏              | 1768年8月7日   | 1768年10月20日 | 土耳其人, 來自代韦利 |
| 168. 業勒居札德·穆罕默德·艾明帕夏          | 1768年10月     | 1769年8月12日  | 土耳其人, 出身伊斯坦堡 |
| 169. 莫杜瓦基·阿里帕夏                     | 1769年8月12日  | 1769年12月12日 | 土耳其人, from Daday |
| 170. 伊瓦哲德·哈利勒帕夏                   | 1769年12月13日 | 1770年12月25日 | 阿尔巴尼亚人),哈吉·伊瓦·穆罕默德帕夏之子 |
| 171. 希拉达·穆罕默德帕夏                   | 1770年12月25日 | 1771年12月11日 | 土耳其人 (?), 出身伊斯坦布尔 |
| 172. 穆西尼札德·穆罕默德帕夏（第二次）     | 1771年12月     | 1774年8月6日   | 阿拉伯人(?) |
| 173. 伊泽特·穆罕默德帕夏（第一次）         | 1774年8月11日  | 1775年7月7日   | [ 66 ] |
| 174. 業勒居札德·達維斯·穆罕默德帕夏        | 1775年7月7日   | 1777年1月5日   | 土耳其人 |
| 175. 達倫代勒·穆罕默德帕夏                 | 1777年1月5日   | 1778年9月1日   | 土耳其人, 來自達倫代. |
| 176. 卡拉法特·穆罕默德帕夏                 | 1778年9月1日   | 1779年8月22日  | 保加利亞人, 來自索菲亞 (卡拉法特 = Caulker). |
| 177. 希拉达·赛义德·穆罕默德帕夏            | 1779年8月      | 1781年2月20日  | 土耳其人, from Arabsun near Kırşehir |
| 178. 伊泽特·穆罕默德帕夏（第二次）         | 1781年2月20日  | 1782年8月25日  | [ 66 ] |
| 179. 耶恩·哈吉·穆罕默德帕夏                | 1782年8月25日  | 1782年12月31日 | 土耳其人 (耶恩 = Nephew, to the Ottoman sultan in his case).                                                                                       |
| 180. 哈利勒·哈米德帕夏                     | 1782年12月31日 | 1785年4月30日  | 土耳其人, 來自伊斯帕爾塔. Great-grandfather of Kemal Derviş, current administrator of the UNDP.                                                    |
| 181. 沙欣·阿里帕夏                         | 1785年4月30日  | 1786年1月25日  | 格鲁吉亚人 |
| 182. 科賈·優素福帕夏（第一次）             | 1786年1月25日  | 1789年5月28日  | 格魯吉亞人 |
| 183. 杰纳泽·哈桑帕夏或梅伊特·哈桑帕夏      | 1789年5月28日  | 1790年1月2日   | 切尔克斯人，“杰纳泽”或 “梅伊特”意为葬礼、尸体；这样称是因为他就任时已经病重                                                                        |
| 184. 杰扎伊尔利·加齐·哈桑帕夏              | 1790年1月2日   | 1790年3月30日  | 出身不详，儿时作为奴隶被带到了土耳其东部，在Tekirdağ由土耳其家庭养大。他名字中的“杰扎伊尔利”表示“来自阿尔及利亚”，因为他是一个来自那里的柏柏尔海盗 |
| 185. 切莱比扎德·谢里夫·哈桑帕夏            | 1790年4月16日  | 1791年2月12日  | 出身不详，出身鲁塞 |
| 186. 科賈·優素福帕夏（第二次）             | 1791年2月12日  | 1792年         | 格鲁吉亚人 |

### 解体期（1792–1923）
| 名字                                          | 就职           | 离职           | 背景 |
| --------------------------------------------- | -------------- | -------------- | --- |
| 187. 达马特· 梅里克·穆罕默德帕夏              | 1792年         | 1794年10月21日 | 塞爾維亞人（“达马特 = 奥斯曼帝国的驸马”） |
| 188. 薩拉布魯勒·伊澤特·穆罕默德帕夏           | 1794年10月21日 | 1798年10月23日 | 土耳其人, 來自番紅花城. |
| 189. 寇爾·優素福·札亞丁帕夏（第一次）         | 1798年10月23日 | 1805年6月24日  | 喬治亞人 （寇爾 = 盲人） |
| 190. 波斯坦吉巴謝·哈菲茲·伊斯梅尔帕夏         | 1805年9月24日  | 1806年10月13日 | (?) |
| 191. 克曲波伊那索·易卜拉辛·希爾米帕夏         | 1806年10月13日 | 1807年6月3日   | 土耳其人 (?) (克曲波伊那索 = Carob fruit, named as such because purportedly an extremely puny person)                                                                                           |
| 192. 切萊比·穆斯塔法帕夏                      | 1807年6月3日   | 1808年7月29日  | (?) （切萊比 = 優雅的紳士） |
| 193. 阿拉姆達爾·穆斯塔法帕夏                  | 1808年7月29日  | 1808年11月15日 | 阿尔巴尼亚人 (?), 來自鲁塞. (Alemdar= standard bearer, same rank with two different names among the Janissaries)                                                                                |
| 194. 傑瓦斯巴謝·米馬斯帕夏                    | 1808年11月16日 | 1809年1月1日   | 阿尔巴尼亚人 (傑瓦斯巴謝 = Head sergent) |
| 195. 恰哈吉·阿里帕夏                          | 1809年1月1日   | 1809年3月      | 土耳其人 (恰哈吉 = Skirmisher) |
| 196. 寇爾·優素福·札亞丁帕夏帕夏（第二次）     | 1809年3月      | 1811年2月      | 喬治亞人 |
| 197. 拉茲·阿齊茲·艾哈邁德帕夏                 | 1811年2月      | 1812年7月      | 土耳其人 (?), 拉兹人 |
| 198. 胡爾希德·艾哈邁德帕夏                    | 1812年7月      | 1815年3月30日  | 喬治亞人 唯一一位在任時自殺的大維齊爾 |
| 199. 穆罕默德·艾明·拉烏夫帕夏（第一次）       | 1815年3月30日  | 1818年1月6日   | 土耳其人 |
| 200. 巴爾杜爾魯·達維斯·穆罕默德帕夏           | 1818年1月6日   | 1820年1月5日   | (?), 來自巴爾杜爾 |
| 201. 赛义德·阿里帕夏                          | 1820年1月5日   | 1821年4月21日  | 土耳其人 |
| 202. 班迪里·阿里帕夏                          | 1821年4月21日  | 1821年4月30日  | (?), 來自摩爾達維亞的賓傑里，他因為奧斯曼帝國在希腊独立战争中戰敗，而被馬哈茂德二世下令處決 |
| 203. 哈吉·薩利赫帕夏                          | 1821年4月30日  | 1822年11月11日 | Donmeh (?) |
| 204. 德利·阿卜杜拉帕夏                        | 1822年11月11日 | 1823年3月4日   | 土耳其人 (德利 = Mad, literally 阿卜杜拉帕夏 the Mad) |
| 205. 希拉達·阿里帕夏                          | 1823年3月4日   | 1823年12月13日 | (?) |
| 206. 穆罕默德·赛義德·加利普帕夏               | 1823年12月13日 | 1824年9月15日  | 土耳其人 |
| 207. 賓傑里勒·穆罕默德·塞利姆·薩吉帕夏        | 1824年9月15日  | 1828年10月26日 | (?), 來自摩爾達維亞的賓傑里 |
| 208. 托帕·伊泽特·穆罕默德帕夏（第一次）       | 1828年10月26日 | 1829年1月28日  | 土耳其人, 來自達倫代. |
| 209. 拉希德·穆罕默德帕夏                      | 1829年1月      | 1833年2月17日  | 喬治亞人或是希臘人 |
| 210. 穆罕默德·艾明·拉烏夫帕夏（第二次）       | 1833年2月17日  | 1839年7月8日   | 土耳其人 |
| 211. 科賈·胡塞夫·穆罕默德帕夏                 | 1839年7月8日   | 1841年5月29日  | 阿巴扎人 |
| 212. 穆罕默德·艾明·拉烏夫帕夏（第三次）       | 1841年5月29日  | 1841年10月7日  | 土耳其人 |
| 213. 托帕·伊泽特·穆罕默德帕夏（第二次）       | 1841年10月7日  | 1842年9月3日   | 土耳其人 |
| 214. 穆罕默德·艾明·拉烏夫帕夏（第四次）       | 1842年9月3日   | 1846年7月31日  | 土耳其人 |
| 215. 穆斯塔法·雷希德帕夏（第一次）            | 1846年7月31日  | 1848年4月28日  | 土耳其人 |
| 216. 易卜拉欣·薩林帕夏                        | 1848年4月28日  | 1848年8月13日  | 土耳其人 |
| 217. 穆斯塔法·雷希德帕夏（第二次）            | 1848年8月13日  | 1852年1月27日  | 土耳其人 |
| 218. 穆罕默德·艾明·拉烏夫帕夏（第五次）       | 1852年1月27日  | 1852年3月7日   | 土耳其人 |
| 219. 穆斯塔法·雷希德帕夏（第三次）            | 1852年3月7日   | 1852年8月7日   | 土耳其人 |
| 220. 穆罕默德·艾明·阿里帕夏（第一次）         | 1852年8月7日   | 1852年10月4日  | 土耳其人 |
| 221. 達馬特·穆罕默德·阿里帕夏                 | 1852年10月4日  | 1853年5月14日  | 赫姆辛人 （“达马特 = 奥斯曼帝国的驸马”） |
| 222-223. 穆斯塔法·奈利帕夏（第一次）          | 1853年5月14日  | 1854年5月30日  | 阿尔巴尼亚人, from Egypt, called Giritli=Cretan because he had served as governor in that island for a long time.                                                                               |
| 224. 庫普路斯·穆罕默德·艾明帕夏（第一次）     | 1854年5月30日  | 1854年11月24日 | 土耳其人, 來自塞浦路斯 |
| 225. 穆斯塔法·雷希德帕夏（第四次）            | 1854年11月24日 | 1855年5月4日   | 土耳其人 |
| 226. 穆罕默德·艾明·阿里帕夏（第二次）         | 1855年5月4日   | 1856年12月1日  | 土耳其人 |
| 227. 穆斯塔法·雷希德帕夏（第五次）            | 1856年12月1日  | 1857年8月2日   | 土耳其人 |
| 228. 穆斯塔法·奈利帕夏（第二次）              | 1857年8月2日   | 1857年10月23日 | 阿尔巴尼亚人 |
| 229. 穆斯塔法·雷希德帕夏（第六次）            | 1857年10月23日 | 1858年1月7日   | 土耳其人 |
| 230. 穆罕默德·艾明·阿里帕夏（第三次）         | 1858年1月11日  | 1859年10月8日  | 土耳其人 |
| 231. 庫普路斯·穆罕默德·艾明帕夏（第二次）     | 1859年10月8日  | 1859年12月24日 | 土耳其人, 來自賽普勒斯 |
| 232. 米塔希姆·穆罕默德·拉什迪帕夏（第一次）   | 1859年12月24日 | 1860年5月27日  | 土耳其人 (Mütercim = A translator, an interpreter) |
| 233. 庫普路斯·穆罕默德·艾明帕夏（第三次）     | 1860年5月27日  | 1861年8月6日   | 土耳其人, 來自賽普勒斯 |
| 234. 穆罕默德·艾明·阿里帕夏（第四次）         | 1861年8月6日   | 1861年11月22日 | 土耳其人 |
| 235. 科切吉札德·默罕默德·福阿德帕夏（第一次） | 1861年11月22日 | 1863年1月6日   | 土耳其人, 來自科尼亞 (Keçecizade family). |
| 236. 優素福·卡米爾帕夏                        | 1863年1月6日   | 1863年6月3日   | 土耳其人 |
| 237. 科切吉札德·默罕默德·福阿德帕夏（第二次） | 1863年6月3日   | 1866年6月5日   | 土耳其人 |
| 238. 米塔希姆·穆罕默德·拉什迪帕夏（第二次）   | 1866年6月5日   | 1867年2月11日  | 土耳其人 |
| 239. 穆罕默德·艾明·阿里帕夏（第五次）         | 1867年2月11日  | 1871年9月7日   | 土耳其人 |
| 240. 馬哈茂德·內迪姆帕夏（第一次）            | 1871年9月      | 1872年7月31日  | 喬治亞人 was often called Nedimoff due to his Russophile policies |
| 241. 米德哈特帕夏（第一次）                   | 1872年7月31日  | 1872年10月19日 | 土耳其人 (?), family from Rusçuk, born in Istanbul. |
| 242. 米塔希姆·穆罕默德·拉什迪帕夏（第三次）   | 1872年10月19日 | 1873年2月      | 土耳其人 |
| 243. 艾哈邁德·阿薩德帕夏（第一次）            | 1873年2月15日  | 1873年4月15日  | 土耳其人, from Sakız/Chios |
| 244. 希爾凡尼札德·穆罕默德·拉什迪帕夏         | 1873年4月15日  | 1874年2月14日  | 土耳其人 or Kurd, from Şirvan. |
| 245. 侯賽因·阿維尼帕夏                        | 1874年2月14日  | 1875年4月25日  | 土耳其人 |
| 246. 艾哈邁德·阿薩德帕夏（第二次）            | 1875年4月      | 1875年8月      | 土耳其人, from Sakız (Chios) |
| 247. 馬哈茂德·內迪姆帕夏（第二次）            | 1875年8月21日  | 1876年5月11日  | 喬治亞人 |
| 248. 米塔希姆·穆罕默德·拉什迪帕夏（第四次）   | 1876年5月12日  | 1876年12月19日 | 土耳其人 |
| 249. 米德哈特帕夏（第二次）                   | 1876年12月19日 | 1877年2月5日   | 土耳其人 (?) The last grand vizier who was executed -while in exile in Taif-. Whether or not there was a direct order from the Sultan Abdulhamid II remains subject of discussion to this day.) |
| 250. 易卜拉欣·埃德恒帕夏                      | 1877年2月5日   | 1878年1月11日  | 希腊人， 出身希俄斯，他於孩童時期被俘虜並成為奴隸，後被大維齊爾科賈·胡塞夫·穆罕默德帕夏收養。                                                                                                   |
| 251. 艾哈迈德·哈马迪帕夏                      | 1878年1月11日  | 1878年2月4日   | 阿巴扎人 |
| 252. 艾哈迈德·韦菲克帕夏                      | 1878年2月4日   | 1878年4月18日  | 土耳其人, 出身伊斯坦布尔。 |

| 名字                                        | 肖像 | 就职           | 离职           | 背景 |
| 253. 穆罕默德·萨德克帕夏                    |      | 1878年4月18日  | 1878年5月28日  | 土耳其人 |
| 254. 米塔希姆·穆罕默德·拉什迪帕夏（第五次） |      | 1878年5月28日  | 1878年6月4日   | 土耳其人 |
| 255. 萨费特帕夏                             |      | 1878年6月4日   | 1878年10月     | 土耳其人 |
| 256. 突尼斯魯·海雷丁帕夏                    |      | 1878年10月     | 1879年7月28日  | 阿巴扎人 |
| 257. 艾哈迈德·阿里菲帕夏                    |      | 1879年7月28日  | 1879年9月      | 土耳其人 |
| 258. 穆罕默德·赛义德帕夏（第一次）          |      | 1879年10月18日 | 1880年6月9日   | 土耳其人 |
| 259. 卡德里帕夏                             |      | 1880年6月9日   | 1880年9月12日  | 土耳其人, from Antep                                                                                                |
| 260. 穆罕默德·赛义德帕夏（第二次）          |      | 1880年9月12日  | 1882年5月2日   | 土耳其人 |
| 261. 阿卜杜勒-拉赫曼·努尔丁帕夏             |      | 1882年5月2日   | 1882年7月12日  | 土耳其人, from Kütahya (Germiyanid family)                                                                          |
| 262. 穆罕默德·赛义德帕夏（第三次）          |      | 1882年7月12日  | 1882年11月30日 | 土耳其人 |
| 263. 艾哈迈德·韦菲克帕夏（第二次）          |      | 1882年12月1日  | 1882年12月3日  | 土耳其人 |
| 264. 穆罕默德·赛义德帕夏（第四次）          |      | 1882年12月3日  | 1885年9月24日  | 土耳其人 |
| 265. 卡米勒帕夏（第一次）                   |      | 1885年9月25日  | 1891年9月4日   | 土耳其人,出身塞浦路斯                                                                                               |
| 266. 艾哈迈德·賈瓦德帕夏                    |      | 1891年9月4日   | 1895年6月8日   | 土耳其人， from Kabaağaç in Afyonkarahisar (Şakirpaşazade family)                                                   |
| 267. 穆罕默德·赛义德帕夏（第五次）          |      | 1895年6月9日   | 1895年10月3日  | 土耳其人 |
| 268. 卡米勒帕夏（第二次）                   |      | 1895年10月3日  | 1895年11月7日  | 土耳其人，出身塞浦路斯。                                                                                            |
| 269. 哈利勒·里法特帕夏                      |      | 1895年11月7日  | 1901年11月9日  | 土耳其人(?)，出身希腊Serez                                                                                          |
| 270. 穆罕默德·赛义德帕夏（第六次）          |      | 1901年11月13日 | 1903年1月15日  | 土耳其人 |
| 271. 穆罕默德·法里德帕夏                    |      | 1903年1月15日  | 1908年7月22日  | 阿尔巴尼亚人, from Avlonya (Vlorë)                                                                                  |
| 272. 穆罕默德·赛义德帕夏（第七次）          |      | 1908年7月22日  | 1908年8月6日   | 土耳其人 |
| 273. 卡米勒帕夏（第三次）                   |      | 1908年8月5日   | 1909年2月14日  | 土耳其人，出身塞浦路斯                                                                                              |
| 274. 侯赛因·希勒米帕夏（第一次）            |      | 1909年2月14日  | 1909年4月13日  | 希腊人或土耳其人出身塞浦路斯                                                                                        |
| 275. 艾哈迈德·陶菲克帕夏（第一次）          |      | 1909年4月14日  | 1909年5月5日   | 土耳其人 |
| 276. 侯赛因·希勒米帕夏（第二次）            |      | 1909年5月5日   | 1910年1月12日  | 希腊人或土耳其人，出身米迪里                                                                                        |
| 277. 易卜拉欣·哈克帕夏                      |      | 1910年1月12日  | 1911年9月30日  | 土耳其人(?) |
| 278-279. 穆罕默德·赛义德帕夏（第八次）      |      | 1911年9月30日  | 1912年7月22日  | 土耳其人 |
| 280. 艾哈迈德·穆赫塔尔帕夏                  |      | 1912年7月22日  | 1912年10月29日 | 土耳其人， from Bursa                                                                                               |
| 281. 卡米勒帕夏（第四次）                   |      | 1912年10月29日 | 1913年1月23日  | 土耳其人，出身塞浦路斯                                                                                              |
| 282. 马哈茂德·塞夫凯特帕夏                  |      | 1913年1月23日  | 1913年6月11日  | 車臣人 (?), 切爾克斯人 and/or 阿拉伯人 Ottoman, from Baghdad                                                        |
| 283. 薩伊德·哈里姆帕夏                      |      | 1913年6月12日  | 1917年2月4日   | 阿尔巴尼亚人 (?) Albanian origins (from the family of the Khedives of Egypt)                                        |
| 284. 穆罕默德·塔拉特帕夏                    |      | 1917年2月4日   | 1918年10月14日 | (?), from Edirne |
| 285-286. 艾哈迈德·伊泽特帕夏                |      | 1918年10月14日 | 1918年11月11日 | 阿尔巴尼亚人 Ottoman, 出身伊斯坦布尔                                                                                |
| 287. 艾哈迈德·陶菲克帕夏（第二次）          |      | 1918年11月11日 | 1919年3月4日   | 土耳其人 |
| 288-290. 达马特·法里德帕夏（第一次）        |      | 1919年3月4日   | 1919年10月2日  | 阿尔巴尼亚人 塞尔维亚人 with family origins in the village of Potoci, near Pljevlja （“达马特 = 奥斯曼帝国的驸马”） |
| 291. 阿里·里扎帕夏                          |      | 1919年10月2日  | 1920年3月8日   | 土耳其人(?)， 出身伊斯坦布尔                                                                                        |
| 292. 薩利赫·胡盧斯帕夏                      |      | 1920年3月8日   | 1920年4月5日   | Circassian, 出身伊斯坦布尔                                                                                          |
| 293-294. 达马特·费里德帕夏（第二次）        |      | 1920年4月5日   | 1920年10月21日 | 阿尔巴尼亚人 塞尔维亚人 with family origins in the village of Potoci, near Pljevlja （“达马特 = 奥斯曼帝国的驸马”） |
| 295. 艾哈迈德·陶菲克帕夏（第三次）          |      | 1920年10月21日 | 1922年11月1日  | 土耳其人, 最後一位大維齊爾                                                                                          |

## 脚注
1. ↑  伊斯梅尔·哈米·达尼什门德, Osmanlı Devlet Erkânı, Türkiye Yayınevi,伊斯坦布尔, 1971, p. 7. （土耳其文）
2. 1 2 3  伊斯梅尔·哈米·达尼什门德, Osmanlı Devlet Erkânı, Türkiye Yayınevi,伊斯坦布尔, 1971, p. 8. （土耳其文）
3. 1 2 3 4 5  伊斯梅尔·哈米·达尼什门德, Osmanlı Devlet Erkânı, Türkiye Yayınevi, 伊斯坦布尔, 1971, p. 9. （土耳其文）
4. 1 2 3 4 5 6  伊斯梅尔·哈米·达尼什门德, Osmanlı Devlet Erkânı, Türkiye Yayınevi, 伊斯坦布尔, 1971, p. 10. （土耳其文）
5. 1 2  Radushev, Evg. . Sv. sv. Kiril i Metodiĭ. 2003: 224. ISBN 954-523-072-X.
6. 1 2 3 4 5 6  伊斯梅尔·哈米·达尼什门德, Osmanlı Devlet Erkânı, Türkiye Yayınevi, 伊斯坦布尔, 1971, p. 11. （土耳其文）
7. ↑  Theoharis Stavrides. . Brill Academic Publishers. 2001.
8. 1 2 3  伊斯梅尔·哈米·达尼什门德, Osmanlı Devlet Erkânı, Türkiye Yayınevi, 伊斯坦布尔, 1971, p. 12. （土耳其文）
9. ↑  . 1969: 53. 10 - Hadım 阿里·Paşa (Arnavut-devşirme, köle)
10. ↑  . 1969: 53. 11 - Koca 穆斯塔法·Paşa (Rum)
11. ↑  伊斯梅尔·哈米·达尼什门德, Osmanlı Devlet Erkânı, Türkiye Yayınevi, 伊斯坦布尔, 1971, p. 13. （土耳其文）
12. ↑  伊斯梅尔·哈米·达尼什门德, Osmanlı Devlet Erkânı, Türkiye Yayınevi, 伊斯坦布尔, 1971, p. 14. （土耳其文）
13. 1 2 3  伊斯梅尔·哈米·达尼什门德, Osmanlı Devlet Erkânı, Türkiye Yayınevi, 伊斯坦布尔, 1971, p. 15. （土耳其文）
14. ↑  Alper, Omer Mahir, "Yunus Paşa", (1999) Yaşamları ve Yapıtlarıyla Osmanlılar Ansiklopedisi, 伊斯坦布尔:Yapı Kredi Kültür Sanat Yayıncılık A.Ş. C.2 s.678 ISBN 975-08-0072-9
15. ↑  伊斯梅尔·哈米·达尼什门德, Osmanlı Devlet Erkânı, Türkiye Yayınevi, 伊斯坦布尔, 1971, p. 16. （土耳其文）
16. 1 2 3  伊斯梅尔·哈米·达尼什门德, Osmanlı Devlet Erkânı, Türkiye Yayınevi, 伊斯坦布尔, 1971, p. 17. （土耳其文）
17. ↑  A military history of modern Egypt: from the Ottoman Conquest to the Ramadan War by Andrew James McGregor p.30  （页面存档备份，存于）
18. 1 2  伊斯梅尔·哈米·达尼什门德, Osmanlı Devlet Erkânı, Türkiye Yayınevi, 伊斯坦布尔, 1971, p. 18. （土耳其文）
19. ↑  Samarčić, Radovan (2004). Sokollu Mehmet Paşa (3rd ed.) Istanbul: Aralik. ISBN 975-8823-62-0
20. ↑  Kočan, Ismet (Dec. 21, 2005). Mit i stvarnost - Mehmed-paša Sokolović[], Večernje Novosti Online.
21. ↑  伊斯梅尔·哈米·达尼什门德, Osmanlı Devlet Erkânı, Türkiye Yayınevi, 伊斯坦布尔, 1971, p. 19. （土耳其文）
22. ↑  . TDV İslâm Ansiklopedisi.   [2023-08-15]. （原始内容存档于2021-11-21） （土耳其语）.
23. 1 2  伊斯梅尔·哈米·达尼什门德, Osmanlı Devlet Erkânı, Türkiye Yayınevi, 伊斯坦布尔, 1971, p. 21. （土耳其文）
24. 1 2 3  伊斯梅尔·哈米·达尼什门德, Osmanlı Devlet Erkânı, Türkiye Yayınevi, 伊斯坦布尔, 1971, p. 22. （土耳其文）
25. ↑  伊斯梅尔·哈米·达尼什门德, Osmanlı Devlet Erkânı, Türkiye Yayınevi, 伊斯坦布尔, 1971, p. 23. （土耳其文）
26. ↑  伊斯梅尔·哈米·达尼什门德, Osmanlı Devlet Erkânı, Türkiye Yayınevi, 伊斯坦布尔, 1971, p. 25. （土耳其文）
27. ↑  .   [2014-07-16]. （原始内容存档于2014-07-23）. Bosnian origin
28. 1 2  伊斯梅尔·哈米·达尼什门德, Osmanlı Devlet Erkânı, Türkiye Yayınevi, 伊斯坦布尔, 1971, p. 26. （土耳其文）
29. 1 2  伊斯梅尔·哈米·达尼什门德, Osmanlı Devlet Erkânı, Türkiye Yayınevi, 伊斯坦布尔, 1971, p. 27. （土耳其文）
30. 1 2 3  伊斯梅尔·哈米·达尼什门德, Osmanlı Devlet Erkânı, Türkiye Yayınevi, 伊斯坦布尔, 1971, p. 28. （土耳其文）
31. 1 2 3  伊斯梅尔·哈米·达尼什门德, Osmanlı Devlet Erkânı, Türkiye Yayınevi, 伊斯坦布尔, 1971, p. 29. （土耳其文）
32. 1 2 3  伊斯梅尔·哈米·达尼什门德, Osmanlı Devlet Erkânı, Türkiye Yayınevi, 伊斯坦布尔, 1971, p. 30. （土耳其文）
33. 1 2 3 4  伊斯梅尔·哈米·达尼什门德, Osmanlı Devlet Erkânı, Türkiye Yayınevi, 伊斯坦布尔, 1971, p. 31. （土耳其文）
34. 1 2 3 4  伊斯梅尔·哈米·达尼什门德, Osmanlı Devlet Erkânı, Türkiye Yayınevi, 伊斯坦布尔, 1971, p. 32. （土耳其文）
35. 1 2 3  伊斯梅尔·哈米·达尼什门德, Osmanlı Devlet Erkânı, Türkiye Yayınevi, 伊斯坦布尔, 1971, p. 33. （土耳其文）
36. 1 2 3 4  伊斯梅尔·哈米·达尼什门德, Osmanlı Devlet Erkânı, Türkiye Yayınevi, 伊斯坦布尔, 1971, p. 34. （土耳其文）
37. 1 2  伊斯梅尔·哈米·达尼什门德, Osmanlı Devlet Erkânı, Türkiye Yayınevi, 伊斯坦布尔, 1971, p. 35. （土耳其文）
38. 1 2  伊斯梅尔·哈米·达尼什门德, Osmanlı Devlet Erkânı, Türkiye Yayınevi, 伊斯坦布尔, 1971, p. 36. （土耳其文）
39. 1 2 3  伊斯梅尔·哈米·达尼什门德, Osmanlı Devlet Erkânı, Türkiye Yayınevi, 伊斯坦布尔, 1971, p. 37. （土耳其文）
40. 1 2 3  伊斯梅尔·哈米·达尼什门德, Osmanlı Devlet Erkânı, Türkiye Yayınevi, 伊斯坦布尔, 1971, p. 38. （土耳其文）
41. 1 2 3 4  伊斯梅尔·哈米·达尼什门德, Osmanlı Devlet Erkânı, Türkiye Yayınevi, 伊斯坦布尔, 1971, p. 39. （土耳其文）
42. 1 2 3  伊斯梅尔·哈米·达尼什门德, Osmanlı Devlet Erkânı, Türkiye Yayınevi, 伊斯坦布尔, 1971, p. 40. （土耳其文）
43. 1 2 3  伊斯梅尔·哈米·达尼什门德, Osmanlı Devlet Erkânı, Türkiye Yayınevi, 伊斯坦布尔, 1971, p. 41. （土耳其文）
44. 1 2 3 4  伊斯梅尔·哈米·达尼什门德, Osmanlı Devlet Erkânı, Türkiye Yayınevi, 伊斯坦布尔, 1971, p. 42. （土耳其文）
45. ↑  伊斯梅尔·哈米·达尼什门德, Osmanlı Devlet Erkânı, Türkiye Yayınevi, 伊斯坦布尔, 1971, p. 44. （土耳其文）
46. 1 2  伊斯梅尔·哈米·达尼什门德, Osmanlı Devlet Erkânı, Türkiye Yayınevi, 伊斯坦布尔, 1971, p. 45. （土耳其文）
47. 1 2 3  伊斯梅尔·哈米·达尼什门德, Osmanlı Devlet Erkânı, Türkiye Yayınevi, 伊斯坦布尔, 1971, p. 46. （土耳其文）
48. 1 2  伊斯梅尔·哈米·达尼什门德, Osmanlı Devlet Erkânı, Türkiye Yayınevi, 伊斯坦布尔, 1971, p. 47. （土耳其文）
49. 1 2  伊斯梅尔·哈米·达尼什门德, Osmanlı Devlet Erkânı, Türkiye Yayınevi, 伊斯坦布尔, 1971, p. 48. （土耳其文）
50. 1 2  伊斯梅尔·哈米·达尼什门德, Osmanlı Devlet Erkânı, Türkiye Yayınevi, 伊斯坦布尔, 1971, p. 49. （土耳其文）
51. 1 2  伊斯梅尔·哈米·达尼什门德, Osmanlı Devlet Erkânı, Türkiye Yayınevi, 伊斯坦布尔, 1971, p. 50. （土耳其文）
52. 1 2  伊斯梅尔·哈米·达尼什门德, Osmanlı Devlet Erkânı, Türkiye Yayınevi, 伊斯坦布尔, 1971, p. 51. （土耳其文）
53. 1 2 3 4  伊斯梅尔·哈米·达尼什门德, Osmanlı Devlet Erkânı, Türkiye Yayınevi, 伊斯坦布尔, 1971, p. 52. （土耳其文）
54. 1 2 3  伊斯梅尔·哈米·达尼什门德, Osmanlı Devlet Erkânı, Türkiye Yayınevi, 伊斯坦布尔, 1971, p. 53. （土耳其文）
55. 1 2 3 4  伊斯梅尔·哈米·达尼什门德, Osmanlı Devlet Erkânı, Türkiye Yayınevi, 伊斯坦布尔, 1971, p. 54. （土耳其文）
56. 1 2  伊斯梅尔·哈米·达尼什门德, Osmanlı Devlet Erkânı, Türkiye Yayınevi, 伊斯坦布尔, 1971, p. 55. （土耳其文）
57. 1 2 3  伊斯梅尔·哈米·达尼什门德, Osmanlı Devlet Erkânı, Türkiye Yayınevi, 伊斯坦布尔, 1971, p. 56. （土耳其文）
58. 1 2 3  伊斯梅尔·哈米·达尼什门德, Osmanlı Devlet Erkânı, Türkiye Yayınevi, 伊斯坦布尔, 1971, p. 57. （土耳其文）
59. 1 2 3 4  伊斯梅尔·哈米·达尼什门德, Osmanlı Devlet Erkânı, Türkiye Yayınevi, 伊斯坦布尔, 1971, p. 58. （土耳其文）
60. 1 2 3 4  伊斯梅尔·哈米·达尼什门德, Osmanlı Devlet Erkânı, Türkiye Yayınevi, 伊斯坦布尔, 1971, p. 59. （土耳其文）
61. 1 2 3 4  伊斯梅尔·哈米·达尼什门德, Osmanlı Devlet Erkânı, Türkiye Yayınevi, 伊斯坦布尔, 1971, p. 60. （土耳其文）
62. 1 2  伊斯梅尔·哈米·达尼什门德, Osmanlı Devlet Erkânı, Türkiye Yayınevi, 伊斯坦布尔, 1971, p. 61. （土耳其文）
63. 1 2 3 4  伊斯梅尔·哈米·达尼什门德, Osmanlı Devlet Erkânı, Türkiye Yayınevi, 伊斯坦布尔, 1971, p. 62. （土耳其文）
64. 1 2 3  伊斯梅尔·哈米·达尼什门德, Osmanlı Devlet Erkânı, Türkiye Yayınevi, 伊斯坦布尔, 1971, p. 63. （土耳其文）
65. 1 2 3  伊斯梅尔·哈米·达尼什门德, Osmanlı Devlet Erkânı, Türkiye Yayınevi, 伊斯坦布尔, 1971, p. 64. （土耳其文）
66. 1 2  Mehmet Süreyya, Nuri Akbayar; Seyit A. Kahraman , 编, , Beşiktaş, Istanbul: Türkiye Kültür Bakanlığı and Türkiye Ekonomik ve Toplumsal Tarih Vakfı: 848–849, 1996 [1890]  [2014-07-16], （原始内容存档于2021-01-04） （土耳其语）
67. 1 2 3  伊斯梅尔·哈米·达尼什门德, Osmanlı Devlet Erkânı, Türkiye Yayınevi, 伊斯坦布尔, 1971, p. 65. （土耳其文）
68. 1 2 3 4  伊斯梅尔·哈米·达尼什门德, Osmanlı Devlet Erkânı, Türkiye Yayınevi, 伊斯坦布尔, 1971, p. 66. （土耳其文）
69. 1 2 3  伊斯梅尔·哈米·达尼什门德, Osmanlı Devlet Erkânı, Türkiye Yayınevi, 伊斯坦布尔, 1971, p. 67. （土耳其文）
70. 1 2 3  伊斯梅尔·哈米·达尼什门德, Osmanlı Devlet Erkânı, Türkiye Yayınevi, 伊斯坦布尔, 1971, p. 68. （土耳其文）
71. ↑  Mehmet Süreyya, Nuri Akbayar; Seyit A. Kahraman , 编, , Beşiktaş, Istanbul: Türkiye Kültür Bakanlığı and Türkiye Ekonomik ve Toplumsal Tarih Vakfı: 849, 1996 [1890]  [2014-07-16], （原始内容存档于2021-01-04） （土耳其语）
72. 1 2 3  伊斯梅尔·哈米·达尼什门德, Osmanlı Devlet Erkânı, Türkiye Yayınevi, 伊斯坦布尔, 1971, p. 69. （土耳其文）
73. 1 2 3  伊斯梅尔·哈米·达尼什门德, Osmanlı Devlet Erkânı, Türkiye Yayınevi, 伊斯坦布尔, 1971, p. 70. （土耳其文）
74. 1 2 3 4  伊斯梅尔·哈米·达尼什门德, Osmanlı Devlet Erkânı, Türkiye Yayınevi, 伊斯坦布尔, 1971, p. 71. （土耳其文）
75. 1 2 3 4  伊斯梅尔·哈米·达尼什门德, Osmanlı Devlet Erkânı, Türkiye Yayınevi, 伊斯坦布尔, 1971, p. 72. （土耳其文）
76. 1 2 3 4  伊斯梅尔·哈米·达尼什门德, Osmanlı Devlet Erkânı, Türkiye Yayınevi, 伊斯坦布尔, 1971, p. 73. （土耳其文）
77. 1 2 3  伊斯梅尔·哈米·达尼什门德, Osmanlı Devlet Erkânı, Türkiye Yayınevi, 伊斯坦布尔, 1971, p. 74. （土耳其文）
78. 1 2  伊斯梅尔·哈米·达尼什门德, Osmanlı Devlet Erkânı, Türkiye Yayınevi, 伊斯坦布尔, 1971, p. 75. （土耳其文）
79. 1 2 3  伊斯梅尔·哈米·达尼什门德, Osmanlı Devlet Erkânı, Türkiye Yayınevi, 伊斯坦布尔, 1971, p. 76. （土耳其文）
80. 1 2 3  伊斯梅尔·哈米·达尼什门德, Osmanlı Devlet Erkânı, Türkiye Yayınevi, 伊斯坦布尔, 1971, p. 77. （土耳其文）
81. 1 2  伊斯梅尔·哈米·达尼什门德, Osmanlı Devlet Erkânı, Türkiye Yayınevi, 伊斯坦布尔, 1971, p. 78. （土耳其文）
82. ↑   (PDF).   [2014-07-16]. （原始内容 (PDF)存档于2021-12-12）.
83. ↑  伊斯梅尔·哈米·达尼什门德, Osmanlı Devlet Erkânı, Türkiye Yayınevi, 伊斯坦布尔, 1971, p. 79. （土耳其文）
84. 1 2  伊斯梅尔·哈米·达尼什门德, Osmanlı Devlet Erkânı, Türkiye Yayınevi, 伊斯坦布尔, 1971, p. 80. （土耳其文）
85. 1 2 3 4  伊斯梅尔·哈米·达尼什门德, Osmanlı Devlet Erkânı, Türkiye Yayınevi, 伊斯坦布尔, 1971, p. 81. （土耳其文）
86. 1 2 3  伊斯梅尔·哈米·达尼什门德, Osmanlı Devlet Erkânı, Türkiye Yayınevi, 伊斯坦布尔, 1971, p. 82. （土耳其文）
87. 1 2 3  伊斯梅尔·哈米·达尼什门德, Osmanlı Devlet Erkânı, Türkiye Yayınevi, 伊斯坦布尔, 1971, p. 83. （土耳其文）
88. 1 2  伊斯梅尔·哈米·达尼什门德, Osmanlı Devlet Erkânı, Türkiye Yayınevi, 伊斯坦布尔, 1971, p. 84. （土耳其文）
89. 1 2 3  伊斯梅尔·哈米·达尼什门德, Osmanlı Devlet Erkânı, Türkiye Yayınevi, 伊斯坦布尔, 1971, p. 85. （土耳其文）
90. 1 2 3 4  伊斯梅尔·哈米·达尼什门德, Osmanlı Devlet Erkânı, Türkiye Yayınevi, 伊斯坦布尔, 1971, p. 86. （土耳其文）
91. 1 2 3 4  伊斯梅尔·哈米·达尼什门德, Osmanlı Devlet Erkânı, Türkiye Yayınevi, 伊斯坦布尔, 1971, p. 87. （土耳其文）
92. 1 2  伊斯梅尔·哈米·达尼什门德, Osmanlı Devlet Erkânı, Türkiye Yayınevi, 伊斯坦布尔, 1971, p. 88. （土耳其文）
93. 1 2  伊斯梅尔·哈米·达尼什门德, Osmanlı Devlet Erkânı, Türkiye Yayınevi, 伊斯坦布尔, 1971, p. 89. （土耳其文）
94. 1 2  伊斯梅尔·哈米·达尼什门德, Osmanlı Devlet Erkânı, Türkiye Yayınevi, 伊斯坦布尔, 1971, p. 90. （土耳其文）
95. 1 2 3  伊斯梅尔·哈米·达尼什门德, Osmanlı Devlet Erkânı, Türkiye Yayınevi, 伊斯坦布尔, 1971, p. 91. （土耳其文）
96. 1 2  伊斯梅尔·哈米·达尼什门德, Osmanlı Devlet Erkânı, Türkiye Yayınevi, 伊斯坦布尔, 1971, p. 92. （土耳其文）
97. 1 2  伊斯梅尔·哈米·达尼什门德, Osmanlı Devlet Erkânı, Türkiye Yayınevi, 伊斯坦布尔, 1971, p. 95. （土耳其文）
98. ↑  伊斯梅尔·哈米·达尼什门德, Osmanlı Devlet Erkânı, Türkiye Yayınevi, 伊斯坦布尔, 1971, p. 97. （土耳其文）
99. ↑  Prothero, George Walter. . H. M. Stationery Office. 1920: 45. OCLC 4694680. Hussein Hilmi Pasha, descended from a Greek convert to Islam in the island of Mitylene, was sent to Macedonia as High Commissioner.
100. 1 2  伊斯梅尔·哈米·达尼什门德, Osmanlı Devlet Erkânı, Türkiye Yayınevi, 伊斯坦布尔, 1971, p. 98. （土耳其文）
101. ↑  伊斯梅尔·哈米·达尼什门德, Osmanlı Devlet Erkânı, Türkiye Yayınevi, 伊斯坦布尔, 1971, p. 99. （土耳其文）
102. ↑  伊斯梅尔·哈米·达尼什门德, Osmanlı Devlet Erkânı, Türkiye Yayınevi, 伊斯坦布尔, 1971, p. 100. （土耳其文）
103. ↑  Nâzım Tektaş, Sadrazamlar: Osmanlı'da ikinci adam saltanatı, Çatı Kitapları, 2002, p. . （页面存档备份，存于）
104. ↑  阿里·Bilgenoğlu, Osmanlı Devleti'nde Arap milliyetçi cemiyetler, Müdafaa-i Hukuk Yayınları, 2007, p. 87. （页面存档备份，存于）
105. 1 2  伊斯梅尔·哈米·达尼什门德, Osmanlı Devlet Erkânı, Türkiye Yayınevi, 伊斯坦布尔, 1971, p. 102. （土耳其文）
106. ↑  伊斯梅尔·哈米·达尼什门德, Osmanlı Devlet Erkânı, Türkiye Yayınevi, 伊斯坦布尔, 1971, p. 103. （土耳其文）
107. ↑  Nâzım Tektaş, Sadrazamlar: Osmanlı'da ikinci adam saltanatı, Çatı Kitapları, 2002, p. . （页面存档备份，存于）
108. 1 2  伊斯梅尔·哈米·达尼什门德, Osmanlı Devlet Erkânı, Türkiye Yayınevi, 伊斯坦布尔, 1971, p. 104. （土耳其文）
109. 1 2 3  伊斯梅尔·哈米·达尼什门德, Osmanlı Devlet Erkânı, Türkiye Yayınevi, 伊斯坦布尔, 1971, p. 105. （土耳其文）
110. ↑  伊斯梅尔·哈米·达尼什门德, Osmanlı Devlet Erkânı, Türkiye Yayınevi, 伊斯坦布尔, 1971, p. 106. （土耳其文）